# Zafar-Takieh
Das Zafar-Takieh  (ind. für „Kissen des Sieges“) ist ein Zeremonialschwert aus Indien.

## Beschreibung
Das Zafar-Takieh ist ein Zeremonienschwert, welches von indischen Prinzen während einer Audienz getragen wurde. Die Klinge kann verschiedene Formen aufweisen; charakteristisch ist der breite Knauf. Er ist so angelegt, um ihn komfortabler zu gestalten, da es in Indien als Symbol der Macht galt, die rechte Hand im Sitzen auf dem Knauf des Schwertes ruhen zu lassen. Der Griff ist in der Regel kunstvoll ausgearbeitet und kann aus verschiedenen Materialien bestehen, z. B. Bronze, versilbertem Eisen oder massivem Silber. Es gibt auch Versionen, die keinen klassischen Schwertgriff, sondern ein T-förmiges Griffstück besitzen, auf dem man die Hand abstützen kann.